# Xysticus doriai
Xysticus doriai es una especie de araña cangrejo del género Xysticus, orden Araneae. Fue descrita científicamente por Dalmas en 1922.

## Distribución geográfica
Se distribuye por Italia.